# Ebo albocaudatus
Ebo albocaudatus är en spindelart som beskrevs av Schick 1965. Ebo albocaudatus ingår i släktet Ebo och familjen snabblöparspindlar. Inga underarter finns listade i Catalogue of Life.